# Dormagen
Dormagen är en stad i den tyska delstaten Nordrhein-Westfalen, och är belägen mellan Düsseldorf och Köln. Staden har cirka 65 000 invånare, på en yta av 86 kvadratkilometer, och ingår i storstadsområdet Rheinschiene.